# Brunnackad rall
Brunnackad rall (Lewinia pectoralis) är en fågel i familjen rallar inom ordningen tran- och rallfåglar.

## Utseende och läte
Brunnackad rall är en 18–27 cm lång rall med en lång och nedåtböjd näbb. Adulta fåglar har rödbrun hjässa och nacke, gråt bröst och svartvitbandad buk. Ungfågeln är mörkare och saknar rödbrunt på hjässan. Rostbandad rall har kraftigare näbb och tydligt ljust ögonbrynsstreck. Bland lätena hörs högljudda "kek-kek-kek-kek" liksom olika märkliga stönande och morrande ljud.

## Utbredning och systematik
Brunnackad rall delas in i åtta underarter med följande utbredning:
- Lewinia pectoralis pectoralis – förekommer från kustnära östra Queensland till Victoria och South Australia
- Lewinia pectoralis exsul – är känd från fyra fynd på västra delen av ön Flores, Indonesien (Små Sundaöarna)
- Lewinia pectoralis mayri – västra Nya Guinea (Arfak-berget och Weyland-berget)
- Lewinia pectoralis capta – centrala höglandet på Nya Guinea
- Lewinia pectoralis insulsa – östra Nya Guinea (Herzog-bergen)
- Lewinia pectoralis alberti – bergstrakterna i södra och centrala Papua Nya Guinea
- Lewinia pectoralis clelandi – förekom i sydvästra Australien men är numera utdöd
- Lewinia pectoralis brachipus – Tasmanien

Underarten capta inkluderas ofta i mayri och inulsa i alberti.

## Status och hot
Arten har ett stort utbredningsområde, men tros minska i antal, dock inte tillräckligt kraftigt för att den ska betraktas som hotad. Internationella naturvårdsunionen IUCN listar därför arten som livskraftig (LC).

## Bildgalleri

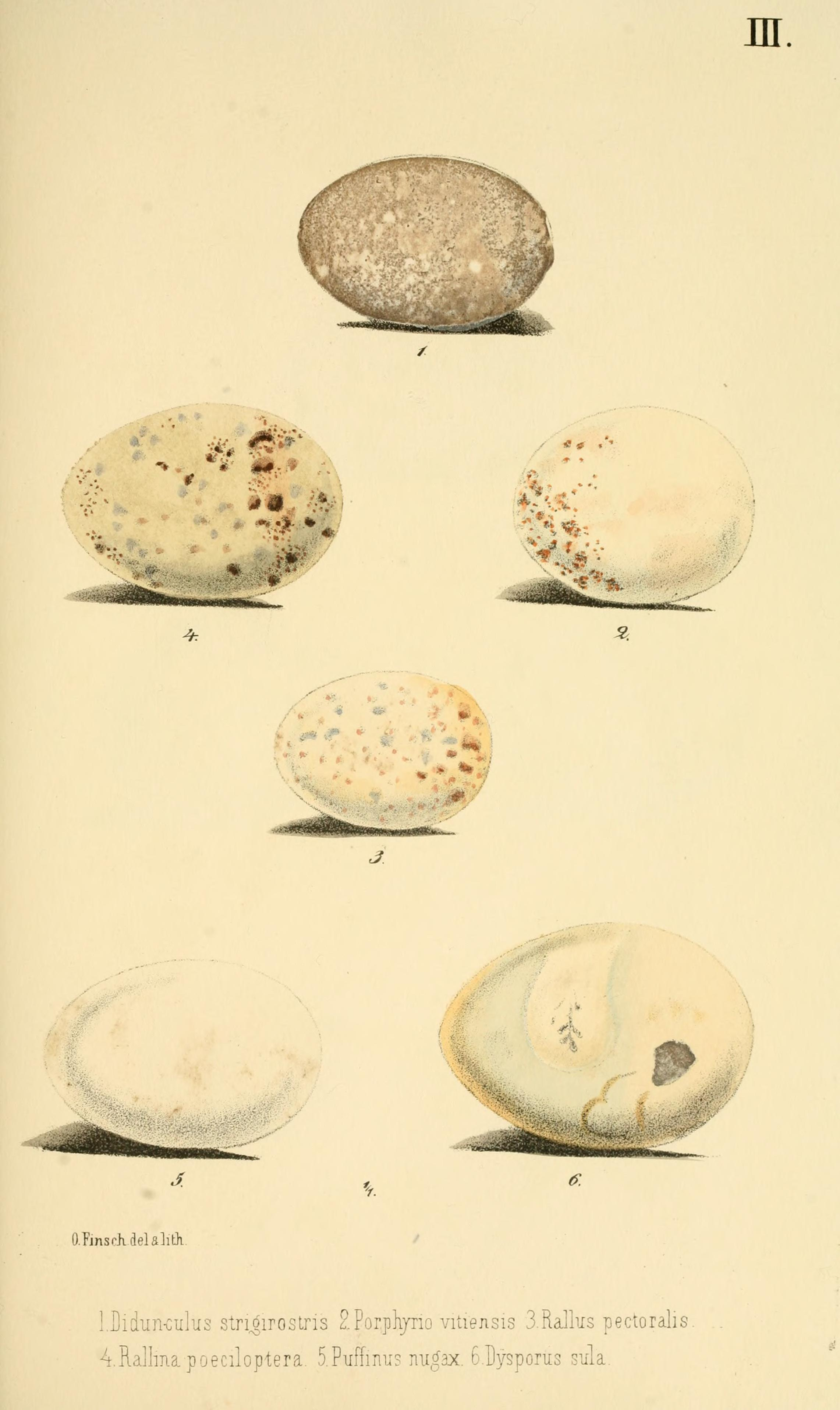